# 堺市立鳳中学校
堺市立鳳中学校（さかいしりつ おおとりちゅうがっこう）は、大阪府堺市西区にある公立中学校。
近隣の堺市立上野芝中学校・堺市立浜寺中学校の学校規模が過大になったため、両校の校区の一部を分離し、堺市立中学校としては30番目の学校として1978年に新設開校した。

## 沿革
- 1978年4月1日 - 堺市立上野芝中学校・堺市立浜寺中学校より分離開校
- 1978年6月8日 - プール竣工
- 1990年3月30日 - 体育館床改修工事

## 通学区域
堺市立鳳小学校と堺市立鳳南小学校の通学区域。
- 堺市西区 鳳北町（9丁の一部を除く全域）、鳳中町、鳳東町、鳳西町、鳳南町。

## 出身者
- 橘雅子 - アーティスティックスイミング：北京オリンピック日本代表
- 寺内康太郎 - 映画監督・脚本家
- 西井隆詞 - お笑い芸人（松竹芸能）
- 馬場伸幸 - 衆議院議員：日本維新の会幹事長、大阪維新の会副代表

## 交通
- JR阪和線鳳駅 南へ約700m。